# Roleta

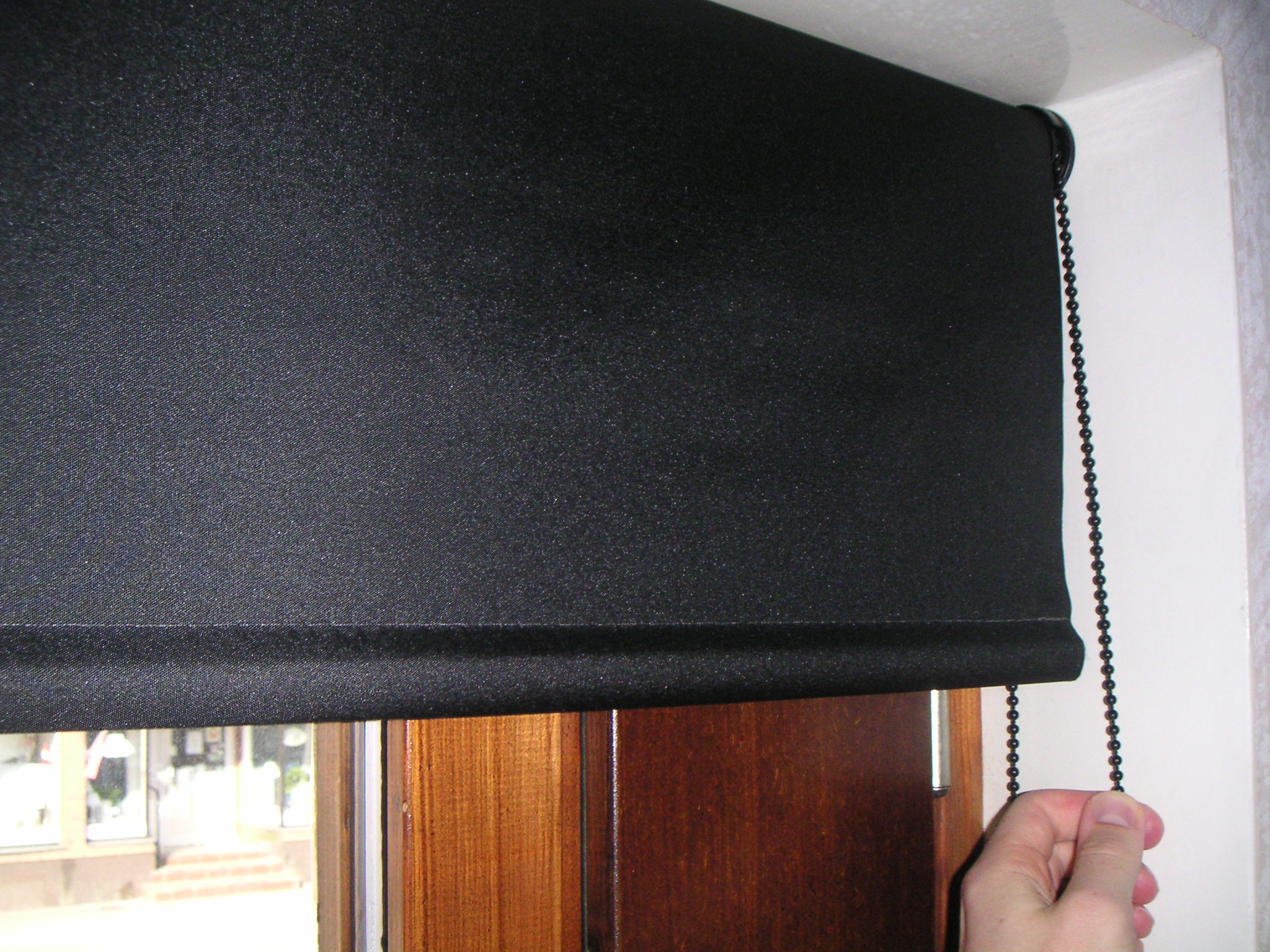

Roleta – system osłonowy, który może mieć kilka celów. W zależności od rodzaju rolety celem jest:
- ochrona przed nasłonecznieniem pomieszczenia,
- ochrona przed włamaniami (rolety antywłamaniowe),
- ochrona prywatności,
- dekoracja i wystrój wnętrza (rolety dekoracyjne).

Rolety ze względu na miejsce montażu można dzielić na wiele grup. Najprostszy podział wskazuje na rolety wewnętrzne (montowane wewnątrz pomieszczeń) oraz rolety zewnętrzne (montowane na zewnątrz, odznaczające się zwiększoną wytrzymałością na czynniki atmosferyczne).
Wśród rolet wewnętrznych wyróżnia się co najmniej kilka poniższych grup:
- Rolety wolnowiszące – najprostszy system, w którym tkanina jest przyklejana do poprzecznej ułożonej rurki aluminiowej. Rolety te są montowane do sufitu, ściany, a szczególny ich rodzaj – minirolety można zawieszać bezinwazyjnie na ramie okna[2].
- Rolety w kasecie – to rolety, w których wałek z tkaniną jest estetycznie zabudowany w kasecie wyprodukowanej z PVC lub aluminium. Systemy te odznaczają się zdecydowanie zwiększoną estetyką w stosunku do zwykłych rolet wolnowiszących oraz lepszą ochrona tkaniny np. przed zabrudzeniami.
- Rolety plisowane – wyjątkowo funkcjonalny rodzaj osłon okiennych, ponieważ w plisach można niezależnie podnosić i opuszczać górny i dolny profil rolety. Sprzyja to zwiększonej możliwości decydowania o partii okna, które aktualnie chcemy zasłaniać lub odsłonić.
- Rolety rzymskie – ekskluzywne rolety szczególnie przeznaczone do dekoracji wnętrz. Ich tkanina zamocowana na mechanizmie sznurkowym lub koralikowym podczas podnoszenia jej fałduje się. Owe fałdy (lub bufy w rolecie austriackiej) uchodzą za dodatkowy element dekoracyjny wspomnianego systemu.